# Trešnjevo (gmina Cetynia)
Trešnjevo (cyr. Трешњево) – wieś w Czarnogórze, w gminie Cetynia. W 2011 roku liczyła 27 mieszkańców.